# Un animal, des animaux
Pour plus de détails, voir Fiche technique et Distribution.
Un animal, des animaux est un documentaire français réalisé par Nicolas Philibert et sorti en 1996.

## Fiche technique
- Titre : Un animal, des animaux
- Réalisation :  Nicolas Philibert
- Scénario : Nicolas Philibert
- Photographie : Frédéric Labourasse
- Son : Henri Maïkoff
- Montage : Guy Lecorne
- Musique : Philippe Hersant
- Production : Les Films d'ici
- Distribution : MKL Distribution
- Pays :  France
- Genre : documentaire
- Durée : 59 minutes
- Date de sortie : France - 5 juin 1996

## Sélections
- Festival de Cannes 1996 (programmation ACID)[1]